# هاري شيبرد كناب
هاري شيبرد كناب (بالإنجليزية: Harry Shepard Knapp)‏ هو ضابط أمريكي، ولد في 27 يونيو 1856 في نيو بريتن في الولايات المتحدة، وتوفي في 6 أبريل 1928 في هارتفورد في الولايات المتحدة.